# Alina Gaidamakina
Alina Yúrievna Gaidamakina (en ruso: Алина Юрьевна Гайдамакина; Shijazany, 20 de septiembre de 1990) es una deportista rusa que compitió en escalada.
Ganó una medalla de oro en el Campeonato Mundial de Escalada de 2014, en la prueba de velocidad. Además, consiguió una medalla de oro en los Juegos Mundiales de 2013.

## Palmarés internacional
| Campeonato Mundial | Campeonato Mundial | Campeonato Mundial | Campeonato Mundial |
| Año                | Lugar              | Medalla            | Prueba             |
| ------------------ | ------------------ | ------------------ | ------------------ |
| 2014               | Gijón (España)     | Medalla de oro     | Velocidad          |